# Lubomirowka (obwód omski)
Lubomirowka (ros. Любомировка) – wieś (sieło) w Rosji, w obwodzie omskim, w rejonie tawriczeskim. W 2010 liczyła 1213 mieszkańców.